# Apastepeque
Apastepeque è un comune del dipartimento di San Vicente, in El Salvador.
Nel comune, che ha una popolazione di 18 342 abitanti (Censimento 2007), si trovano tre scuole e una clinica.
Principale attività economica è l'agricoltura, con colture di grano e canna da zucchero. Nella città si trovano due chiese.